# Narangodes nudariodes
Narangodes nudariodes là một loài bướm đêm trong họ Noctuidae.